# Боба Фетт
Боба Фетт (англ. Boba Fett) — вигаданий персонаж зі всесвіту Зоряних війн. Боба є мисливцем за головами, який з'являється як в оригінальній трилогії, так і в трилогії приквелів, хоча вперше він з'явився у «Святковий спецвипуск „Зоряних війн“» (1978), озвученим Доном Франксом. В оригінальній трилогії персонаж є другорядним антагоністом, переважно його роль зіграв Джеремі Буллок та озвучив Джейсон Вінгрін. Боба відомий своєю мовчазною поведінкою і тим, що ніколи не знімав шолома. З'являється у фільмах «Імперія завдає удару у відповідь» (1980), як найманець для Галактичної імперії, та у «Повернення джедая» (1983), як головоріз кримінального лорда Джабби Гатта. У «Поверненні джедая» було показано, як ніби-то Боба помирає потрапляючи до пащі сарлака, відтоді він з'являвся у легендах «Зоряних війн» та в розширеному каноні, підтверджуючи, що він вижив. Деніел Логан зіграв роль молодого Боби у «Атаці клонів» (2002), який розкриває походження персонажа як генетичного клона та прийомного сина відомого мисливця за головами Джанго Фетта.
Персонаж також часто з'являється у легендах Зоряних війн, наприклад у книгах, коміксах, телесеріалах та відеоіграх, багато у яких його зображують як антигероя, а не лиходія, та показують його походження, мотиви та моралі. Деніел Логан повторив свою роль молодого Боби у мультсеріалі «Війни клонів» та "Бракована партія", а Темуера Моррісон, який зіграв роль Джанго в «Атаці клонів», виконує роль дорослого Боби в більшості проєктах «Зоряних війн», таких як "Мандалорець" та "Книга Боби Фетта".
Під час розробки «Імперія завдає удару у відповідь», Фетт спочатку задумувався як член групи імперських «суперсолдат» в білих обладунках, перш ніж ідея була відхилена на користь самотнього мисливця за головами. Пізніше ця концепція перетворилася на мандалорців, культурну групу з сильними традиціями воїнів, які носять обладунки та шоломи, подібні до Бобиних. У кількох пізніше випущених роботах Зоряних війн сам Фетт зображений як мандалорець або, принаймні, пов'язаний з мандалорською культурою через свою броню.
Боба Фетт швидко став улюбленцем фанів, попри його мізерну присутність в оригінальній трилогії.

## Створення та подальший розвиток
Джордж Лукас створив Бобу Фетта у своїй чернетці до фільму «Імперія завдає удару у відповідь» у квітні 1978 року, створивши персонажа на основі «Людини без імені» Серджа Леоне. Лукасу потрібно було терміново створити нового персонажа, бо він погодився, щоб цього персонажа представили у Святковому спецвипуску. Дизайн персонажа виник із початкових концепцій Дарта Вейдера, який спочатку мав бути мисливцем за головами. Тоді як Вейдер став темним лицарем, концепція мисливця за головами залишилася, і Фетт став «таким же злодійським», але «менш помітним» персонажем. Остаточний дизайн Фетта належить Джо Джонстону, хоча Ральф Маккуоррі вплинув на вигляд персонажу.
Художній відділ фільму разом з Норманом Рейнольдсом створили костюм. Обладунки Фетта спочатку були створені для «супер солдатів», але згодом були адаптовані для Фетта в ході розвитку сценарію. Протестувавши на екранах повністю білі обладунки Фетта, вони отримали колірну схему, призначену для того, щоб можна було його візуально помістити між імперськими штурмовиками, які в білій броні, та Вейдером, який в чорному. Обладунки персонажа були розроблені так, щоб здавалося, що вони були зібрані з кількох обладунків. Опис Фетта у інформаційному бюлетені «Bantha Tracks» став приводом спекуляцій щодо його походження. До 1979 року історія життя Фетта включала в себе службу в армії Імперії, яка воювала з клонами Галактичної Республіки під час Війни клонів.
Попри широкий дворічний розголосу про появу Фетта у фільмі «Імперія завдає удару у відповідь», він отримав не багато екранного часу, це сталось через переписання сценарію. Музична тема Фетта, яку написав Джон Вільямс, — це «точно не музика», а «скоріше гуркіт, альта з фаготом, до яких додаються деякі незрозумілі статичні звуки». Звуковий редактор Бен Берт додав до появи Фетта у Хмарному місті звук дзвінких острогів, створений і виконаний командою художників Робертом Рутледжем та Едвардом Стайделем, щоб персонаж був більш загрозливим, а сама сцена схожа на сцени з вестернів, під час появи ганфайтера у фільмі. У якийсь момент створення «Повернення джедая» Фетт був задуманий як головний лиходій, але його замінили Імператором, коли Лукас вирішив не знімати третю трилогію. Лукас також думав про те, щоб Фетт бився з Ландо Калріссіаном поряд з сарлаком.
В офіційному довіднику зазначено, що Фетт отримує великі гонорари, і те, що він береться за справу лише тоді, коли завдання відповідає «його жорсткому почуттю справедливості». Деніел Кіз Моран, який написав кілька оповідань за участю Боби Фетта, зазначив, що вестерни вплинули на розвиток персонажа. У якийсь момент Лукас думав зобразити Вейдера та Фетта як братів у приквелах, але відкинув цю ідею. Продовжуючи розвивати персонажа у приквелах, Лукас закрив деякі можливі сюжетні історії для розширеного всесвіту, але відкрив інші, встановивши, що Боба є клоном мисливця за головами Джанго Фетта. Лукас розглядав можливість доповнити майбутні перевидання «Повернення джедая», додавши кадри, як Фетт вилазить з сарлака, але відмовився від цього, оскільки це відволікало б від основної історії. Лукас також сказав, що якби він знав, що Фетт буде таким популярним, він зробив би смерть персонажа «більш захоплюючою». 2014 року, після того, як Лукас продав Lucasfilm Діснею, історик Зоряних війн Джонатан В. Рінзлер розповів, що Лукас приватно визнав, що Фетт втік з сарлака. Те що Фетт зміг вилізти з сарлака було канонічно підтверджено з його появою у Мандалорці, сюжет якого відбувається через п'ять років після «Повернення джедая». Поява у серіалі призвела до створення спінофу «Книга Боби Фетта». Джо Джонстон розкритикував рішення зобразити персонажа без шолома, хоча це є частиною сюжету.

### Кастинг та знімання
У фільмах оригінальної трилогії Бобу Фетта переважно грає Джеремі Буллок, про цю роль йому розповів зведений брат. Буллок був обраний на роль Фетта, тому що костюм підходив йому «наче кравець зробив його».
Знімання у «Імперія завдає удару у відповідь» для Буллока тривало три тижні. Буллок був задоволений костюмом і використав його, щоб передавати суворість мисливця. Буллок надихнувся грою Клінта Іствуда в ролі «Людини без імені» у фільмі «За жменю доларів». Подібно до вестерного персонажа, Буллок тримав бластер, щоб завжди бути готовим до стрільби. Роль Фетта для Буллока у фільмі була найменшою за часом, але фізично найбільш незручною. Буллок сказав, що надягання важкого реактивного ранця було найгіршим моментом цієї ролі.
Буллок провів чотири тижні на зніманні «Повернення джедая». Актор дізнався про смерть персонажа лише перед зйомками, і був «дуже засмучений» такою новиною. Однак, Буллок вважав, що вбивство Фетта зробило персонажа сильнішим, і що його «легка» смерть змушує шанувальників хотіти, щоб персонаж повернувся. Буллок вважав, що сцена, створена для спеціального видання 1997 року, в якій Фетт заграє з танцівницею Джабби Гатта, не відповідає характеру персонажа.
Молодого Бобу зіграв Деніел Логан у фільмі «Атака клонів», де виявилось, що Боба клон свого батька Джанго. Логан не бачив жодного фільму Зоряних війни до того, як отримав роль Фетта, але він подивився оригінальну трилогію на прохання Лукаса. На зніманні із застосуванням хромакею молодому акторові довелося покладатися на свою уяву. Логан так само, як і Буллок, виявив зацікавленість у повторенні своєї ролі Фетта в запланованому телесеріалі «Підземий світ», але серіал залишається на стадії розробки.

### Інші актори та образи
На офіційному вебсайті Зоряних війн зазначено, що у святковому спецвипуску Фетта озвучив Дон Френкс. У п'ятому та шостому епізодах головним актором був Буллок, але Джон Мортон зіграв в одній сцені замість Буллока у «Імперія завдає удару у відповідь», а Джейсон Вінгрін озвучив персонажа у фільмі. У спеціальному перевиданні «Повернення джедая» роль Фетта виконували Дон Біс та Нельсон Холл. У спеціальному перевиданні оригінального фільму роль Фетта виконав Марк Остін, аніматор Industrial Light & Magic. У перевиданні 2004 року Темуера Моррісон озвучив Фетта, замінивши оригінальний голос у фільмах.
Голос персонажу у радіопостановці «Зоряні війни» надали Алан Розенберг у «Імперія завдає удару у відповідь» та Ед Беглі у «Повернення джедая», Тім Гловацкі в аудіоадаптації «Темні сили: Агент повстанців», Джо Хакер в аудіоадаптації коміксів «Темна Імперія». Темуера Моррісон озвучив персонажа у відеоіграх Empire at War, Battlefront II та Battlefront: Elite Squadron, Ді Бредлі Бейкер у The Force Unleashed, The Force Unleashed II та Star Tours: The Adventures Continue, Кріс Кокс у Rogue Squadron III: Rebel Strike, Том Кейн у Galactic Battlegrounds, Demolition і Jedi Knight: Jedi Academy. Деніел Логан озвучив персонажа у «Війнах клонів» та Lego Star Wars: The Video Game. Перше живе зображення Фетта, крім фільмів, відбулось у другому сезоні серіалу «Мандалорець», цю роль виконав Моррісон.
Персонаж отримав епізодичну роль у фільмі «Повернення Евока» (1982), але постпродукція так і не була завершена, і фільм ніколи не був офіційно випущений.

## Поява
Персонаж Боби Фетта вперше публічно з'явився на параді у Сан-Анселмо 24 вересня 1978 року. На параді костюм Боби Фетта носив Дувейн Данем, який працював у той час помічником монтажера, а згодом став режисером. На телебаченні персонаж дебютував через два місяці в анімаційному сегменті, який створила компанія Nelvana Productions з Торонто для спеціального випуску Star Wars Holiday Special. Фетт постає як таємнича фігура, яка рятує Люка Скайвокера, Чубакку, С-3РО та R2-D2 від гігантського монстра, але виявляється мисливцем за головами, який працює на Дарта Вейдера. Після того, як його вигляд та ідентичність були розкриті у Star Wars Holiday Special, костюмовані персонажі Фетта з'являлися в торгових центрах і на спеціальних заходах, розклеюючи плакати з персонажем, який перебуває у розшуку. Це робилось для того, щоб відрізняти його від імперських персонажів франшизи.

### Оригінальна трилогія
Дебютом в кіно Боби Фетта відбулось в ролі мисливця за головами у фільмі «Імперія завдає удару у відповідь» як «лиходій» поруч з Дартом Вейдером. Він є одним із шести мисливців за головами, зібраних Дартом Вейдером, який пообіцяв винагороду за екіпаж Тисячолітнього сокола. Фетту вдалось відстежити зоряний корабель до Хмарного міста на планеті Беспін, де Вейдер зміг захопити в полон повстанців. Прагнучи здобути нагороду від Джабби Гатта за Хана Соло, Фетт розпитує у Вейдера щодо замороження у вуглеці Хана, яке Вейдер хоче використати згодом для своєї справжньої цілі, Люка Скайвокера. Вейдер обіцяє, що Імперія компенсує винагороду, якщо Соло загине при замороженні, але контрабандист виживає, і Фетт доставляє його до Джабби на своєму кораблі «Раб I».
У фільмі «Повернення джедая» Бобу Фетта можна побачити в палаці Джабби на Татуїні, де друзі Хана Соло потрапили в полон при спробі звільнити його. Коли до Джабби прийшов таємничий мисливець за головами, який привів полоненого Чубакку, і Фетт спрямовує свій бластер на мисливця, під час того, як мисливець дістав термальний детонатор, згодом виявилось, що таємничий мисливець це принцеса Лея. Пізніше Фетта показали на вітрильній баржі Джабби, яка летіла до Великої Ями Каркуна (місце, де живе сидяча м'ясоїдна істота, знана як сарлак), щоб там стратити ув'язнених. Коли в'язні повстають, то Фетт починає битись з Люком. Під час бою Чубакка попереджає Соло, у якого ще не відновився зір, після замороження, що Фетт поруч. Коли Соло обертається, він ненавмисно влучає в ракетний рюкзак Фетта, активуючи його, і мисливець за головами потрапляє до пащі сарлака. Спеціальне видання фільму 1997 року містить додаткові сцену флірту Фетта з танцівницями Джабби.
У спеціальному виданні "Нова надія» 1997 року Фетт ненадовго з'являється під час сцени у космопорті на Татуїні, неподалік «Тисячолітнього Сокола», під час того, як Джабба розмовляє з Ханом Соло. На момент знімання фільму персонажа ще не існувало, і тому він був накладений на зображення у перевиданні.

### Трилогія приквелів
Юний Боба Фетт (Деніел Логан) з'являється у фільмі «Зоряні війни: Атака клонів» 2002 року, в якому показано, що він є клоном мисливця за головами Джанго Фетта (Темуера Моррісон). Джанго попросив у каміноанців, в якості платні за наданий генетичний матеріал для клонів арімії Республіки, створити Бобу без генетичного втручання, щоб Джанго міг виховати Бобу як свого сина. Боба допомагає Джанго втекти від Обі-Вана Кенобі, і летить з батьком на Геонозис, де Боба стає свідком смерті Джанго, якого обезголовив Мейс Вінду під час першої битви у Війнах клонів. Після закінчення битви Боба підіймає шоломом свого батька, і вдивляється в нього.

### Телесеріали

#### Дроїди
Боба Фетт з'явився в мультсеріалі 1985 року «Зоряні війни: Дроїди», події якого відбувалися до оригінальної трилогії. Серіал був спродюсований тією ж студією, яка створила анімаційну частину у випуску «Holiday Special» 1978 року, а Фетта знову озвучив Дон Франкс (який не був вказаний у титрах за свою роль у Holiday Special). В епізоді «A Race to the Finish» його наймає Фромм, щоб помститися господарям дроїдів R2-D2 і C-3PO. Пізніше Фетт повертається до них з не виконаним завданням, і вирішує прийняти винагороду Джабби за Фромма як компенсацію за не виконане завдання.

#### Війни клонів
Деніел Логан озвучив Фетта в мультсеріалі 2008 року «Війни клонів». 30 квітня 2010 року вийшли останні два епізоди другого сезону серіалу під назвою «R2 Come Home» та «Lethal Trackdown», які загалом подивились 2,756 мільйони глядачів під час оригінальної трансляції. Поява Фетта у серіал була присвячена до 30-річчю появи персонажа в «Імперія завдає удару у відповідь».
За сюжетом Боба проникає на флагман Мейса Вінду, як клон-кадет, сподіваючись помститися джедаю за вбивство батька. Після невдалої спроби підірвати Вінду в його каюті він влаштовує саботаж, виводячи з ладу двигуни корабля, внаслідок чого флагман розбивається від поверхню планети повз, яку вони пролітали. Потім він та його спільники мисливці за головами беруть в заручники екіпаж корабля, яких намагаються використати для приманки майстра-джедая. Протягом усього випробування Фетт відмовляється завдавати шкоди своїм товаришам-клонам через, що Оррі Синг доводиться власноруч стратити заступника адмірала. Зрештою, Пло Кун та Асока Тано вистежують Фетта та його банду до бази пірата Гондо Онаки. В кінцевому підсумку джедаї заарештовують Фетта та ув'язнюють його на Корусанті, хоча він шкодує за завдану шкоду, але клянеться, що ніколи не пробачить Вінду.
Фетту вдається втекти з в'язниці в епізоді «Deception» четвертого сезону. Пізніше він створює свій власний синдикат мисливців за головами «Крайт Кіготь», до якого входять Босск та Денгар (обидва вперше з'явились в «Імперія завдає удару у відповідь» разом із Феттом). В епізоді «Bounty» синдикат Фетта береться за завдання доставити контейнер диктатору. Коли мисливці за головами виявляють, що їхнім вантажем насправді є молода жінка, призначена для вимушеного шлюбу, Фетт байдужий до її тяжкого становища і наполягає, щоб команда продовжувала свою місію. Асажж Вентресс, яка тимчасово приєдналась до синдикату, розлючена, що Фетт байдужий, пояснюючи, що з нею так само вчинили в дитинстві, і тому вона хоче звільнити дівчину. Фетт відмовляється, і Асажж застосовує Силу проти нього. Врешті зв'язаного Фетта помістили в контейнер замість полоненої.

#### Мандалорець
На присутність Боби Фетта в серіалі «Мандалорець» вперше натякли в епізоді першого сезону «Частина 5: Стрілець», який закінчується таємничою фігурою, яка наближається до тіла Феннек Шанди на Татуїні.
У травні 2020 було повідомлено, що Темуера Моррісон буде виконувати роль Фетта у другому сезоні Мандалорця. Оскільки події серіалу відбуваються через п'ять років після «Повернення джедая», це підтверджує те, що Фетт вижив після падіння до пащі сарлака. У прем'єрі другого сезону, «Частина 9: Маршал», пояснюється, що обладунки Фетта забрали джави після його нібито смерті, а потім куплені Коббом Вантом (персонаж, який вперше з'явився у трилогії романів), який використовував обладунки для захисту татуїнського села Мос-Пелго. В кінці епізоду обладунки повертаються назад до Мандо, після того як Вант відмовляється від них, щоб їх можна було повернути законним власникам: народу мандалорців. Коли Мандо йде з обладунками, на нього здалеку дивиться Фетт.
Перша повна поява Фетта в серіалі відбулася в епізоді «Частина 14: Трагедія», в якому пояснюється, що він врятував життя Феннек після того, як вона була смертельно поранена, за що вона в боргу перед ним, і що він прагне забрати свою броню у Мандо. Фетт і Феннек летять на космічному кораблі «Раб I» за Мандо на планету Тайтон, де Фетт пояснює, що обладунки, які Мандо забрав у Ванта, належали його покійному батькові Джанго, який був знайдою. В обмін на повернення обладунків Фетт і Феннек забезпечують безпеку Ґроґу. Коли імперські сили на чолі з Моффом Ґідеоном атакують мандалорців, Фетт надягає свою стару броню, і самотужки вбиває більшість штурмовиків, які намагались викрасти Ґроґу, за допомогою посоха гадерффай. Але попри це, темним солдатам вдається викрасти дитину. Фетт наполягає на тому, що він та Феннек допоможуть повернути дитя, через борг за повернення обладунків. У «Частина 15: Віруючий» та «Частина 16: Порятунок» команді вдалось врятувати дитину, та було показано Фетта у чистій та перефарбованій броні.
В останньому епізоді Фетт спочатку не сперечається з Бо-Катан Крайз, колишнім правителем Мандалору, яку Мандо намагається схилити на свою сторону, щоб вона допомогла врятувати Ґроґу, але згодом вона називає Фетта ганьбою для його мандалорських обладунків через його походження як клона. Попри це, вони неохоче працюють разом, щоб врятувати дитину від Моффа Гідеона, а Фетт відволікає увагу охорони, щоб решта команди могла сісти на корабель Гідеона. Після цього Фетт здійснює стрибок у гіперпростір, і його більше не показують до сцени після титрів, в якій він та Феннек повертаються до Татуїну після виконаної обіцянки по порятунку дитяти. Фетт вбиває Біба Фортуну, який керував палацом Джабби з моменту його смерті, після чого сідає на трон, який колись належав Джаббі.

#### Бракована партія
Боба Фетт згадується у мультсеріалі «Зоряні війни: Бракована партія», прем'єра якого відбулась на День Зоряних війн у 2021 році, і який являється анімаційним продовженням мультсеріалу «Війни клонів». В епізоді «Втрачений скарб» виявилось, що оригінальне кодове ім'я Боби — Альфа, а Омега — це жіночий варіант клонування. Омега приєдналась до «Загону Клонів 99 (Бракована партія)» під час створення та піднесення Імперії, і являється другою незмінною копією Джанго і, отже, сестра Боби.

#### Видіння
Боба Фетт з'являється в аніме-серіалі 2021 року «Зоряні війни: Видіння», якого озвучив Темуера Моррісон англійською та Акіо Канеда японською. Фетт з'являється у другому епізоді «Татуїнська рапсодія».

#### Книга Боби Фетта
Серіал присвячений Бобі Фетту являється спінофом «Мандалорця», прем'єра якого відбулась 29 грудня 2021 року. Моррісон та Мінг-На Вен повторять свої ролі Фетта і Шанди, відповідно. Перший трейлер серіалу був опублікований 1 листопада 2021 року.

### Появи в інших проєктах

#### Комікси
У першому випуску коміксу від Marvel Comics про Дарта Вейдера, який вийшов 11 лютого 2015 року, головний герой наймає Бобу Фетта, щоб захопити пілота, який знищив Зірку Смерті. У однойменному коміксі «Зоряні війни» (2015) Фетт відстежує Люка Скайвокера до Татуїну, але Люк тікає після короткої бійки. Фетт повідомляє Вейдеру прізвище пілота, і лорд ситхів розуміє, що у нього є син. Фетт також з'являється у серії коміксів від Marvel «Мисливці за головами» (2020), події яких відбуваються між «Імперія завдає удару у відповідь» та «Повернення джедая», та у коміксі «Зоряні війни: Війна мисливців за головами» (2021) події, якого відбуваються в той самий час.

#### Відеоігри
Фетт з'являється як ігровий персонаж у «Star Wars: Battlefront» (2015) та «Star Wars: Battlefront II» (2017), а також в інших мобільних іграх Зоряних війн.

### Легенди (розширений всесвіт)
Персонаж часто з'являється у розширеному всесвіті Зоряних війн, який складається з романів, відеоігор та коміксів, які почались ще з газетних коміксів Зоряних війн 1977 року. У квітні 2014 року після придбання Lucasfilm Діснеєм більшість проєктів стали неканонічними, і отримали назву «Легенди Зоряних війн», це дало змогу створювати все з чистого аркушу.
Боба Фетт з'являється в багатьох проєктах, події яких відбуваються під час оригінальної трилогії, включаючи пригодницьку книгу «Мисливець за головами» (1994), мультимедійний проєкт «Тіні Імперії» 1996 року, короткий комікс «Боба Фетт: Спасіння» (1997), серія дитячих книжок «Галактика страху» (1997—1998), трилогія «Війни мисливців за головами» (1998—1999), комікс «Імперія» (2002—2005) та «Зоряні війни» (2013—2014), і одноразовий комікс «Боба Фетт: Оверкіл» (2006). Також Фетт з'являється в коміксах, які передували «Новій надії». «Боба Фетт: Ворог імперії» (1999), у якому Вейдер наймає Фетта, перш ніж спробувати його вбити, а також «Агент Імперії» (2012—2013), «Кровні зв'язки» (2010—2012) і «Потойбічний світ: Явін Василіка» (2000—2001).
У коміксі «Зоряні війни» 1983 року, який вийшов відразу після виходу «Повернення джедая», показано, як Фетт втікає з черева сарлака. В антології Деніела Морана 1995 року йдеться про те, як Фетт перебував у череві сарлака, а в історії Дейва Вулвертона 1996 року розповідається, як Денгар знаходить та допомагає вилікуватись Фетту. У коміксі «Boba Fett: Дуель мисливців» (1997) у той час як Фетт відновлюється після звільнення з сарлаку, його обов'язки виконує мисливець за головами Джодо Каст, на якого потім полює Фетт. Ще чотири комікси про Бобу Фетта були випущені між 1995 і 2000 роками, події яких відбуваються через кілька років після «Повернення джедая». Фетт зустрічається з Ханом Соло в одній з частин новели «Казки мисливців за головами» (1996). Також Фетт зустрічається з Соло у «Новий орден джедаїв: Об'єднуюча сила» (2003). Фетт з'являється в новелі «Боба Фетт: Практична людина», подія якої відбувається через 20 років після «Повернення джедая». У серії романів «Спадщина Сили» (2006—2008) йдеться про те, як Джайна Соло просить у Фетта навчати її, щоб вона перемогла свого брата Джейсена Соло.

## Прийом
Боба Фетт являється культовим та одним з найпопулярніших персонажів Зоряних війн. 2008 року Боба Фетт посів 79-те місце у списку найкращих кіноперсонажів усіх часів за версією журналу Empire, також був внесений до списку сайту Fandomania «100 найкращих вигаданих персонажів». IGN назвав Бобу Фетта восьмим найкращим персонажем Зоряних війн. Піт Вільмур заявляв, що Фетт уособлює «небезпеку і таємницю», а Сьюзен Мейс називає Фетта «непізнанним персонажем Зоряних війн», який «забезпечує міфічну присутність». Том Біссел стверджує, що ніхто не знає, чому Боба Фетт став настільки популярним, але Лукас і Буллох називають таємничу природу Фетта причиною його популярності. Буллок, який ніколи до кінця не розумів популярності персонажа, пояснює, що це через костюм і повагу, яку Фетт завоював у Дарта Вейдера та Джабби Гатта. Іграшка Боби Фетта, більше, ніж поява Фетта у фільмі, може бути причиною великої популярності персонажа, також Генрі Дженкінс припускає, що дитяча гра допомогла персонажу «зажити власним життям». Даніель Логан, який був номінантом на премію «Молодий актор» за роль Фетта, порівнює Фетта з «тим хлопчиком у школі, який ніколи не говорить, і який привертає увага».
Фетт був широко представлений у поп-культурі та пародіях. Репер MC Chris включив пісню «Fett's Vette» до свого дебютного альбому 2001 року. Автор спартанських шоломів для фільму «300 спартанців» створив один із них так, щоб він був схожий на шолом Фетта. Газета «San Francisco Chronicle» описує шанувальників Боби Фетта як «найбільш пристрасних», а самого персонажа важливим для шанувальників Зоряних війн.

### Поява у Війнах клонів
Рецензент IGN Ерік Голдман дав двом останнім епізодам 2 сезону оцінки 8,2/10 та 8,8/10 відповідно, заявивши, що «це були дуже багатошарові, захопливі епізоди, на яких завершився 2 сезон», хоча він ніяк не відреагував на невеликий діалог Боби Фетта. Браян Янг, журналіст The Huffington Post і Examiner.com, неоднозначно відреагував на промову Фетта в кінці епізоду, коли він зіткнувся з Мейсом Вінду: «Він каже щось неймовірно плаксиве». Однак Янг стверджує, що «ці епізоди стали задовільним завершенням другого сезону». Рецензент GalacticBinder.com Кріс Сміт написав: «Lucasfilm показує ще один захопливий епізод, щоб завершити чудовий сезон». Адам Розенберг, який пише в MTV Movies Blog, обговорюючи повернення Боби Фетта: «Йому доведеться пройти ще через багато труднощів, доки він буде залишатись розбишакою. Я скажу, що все ж… у нього дуже хороший початок з бластерами, які він носить на поясі».

### Товари з Феттом
Фігурки Фетта входить до п'ятірки найпродаваніших фігурок Зоряних війн, а продукти, пов'язані з Бобою Феттом, є «одними з найдорожчих» товарів Зоряних війн. Фетт був першою новою фігуркою, створеною для фільму «Імперія завдає удару у відповідь», хоча рекламувався як ракетний рюкзак. Грей назвав першу іграшку «рідкісним і дорогоцінним товаром», і одна з іграшок була продана на аукціоні за 16 000 доларів у 2003 році. У 2018 і 2019 роках дві фігурки були продані на аукціоні за 69 000 і 90 000 фунтів стерлінгів відповідно. Кожен з цих продажів встановив свого часу світовий рекорд за найвищою аукціонною ціною іграшки Зоряних війн. Заплановано виставити на аукціон повністю розписану фігуру, яка попередньо оцінюється в 200 000 доларів.
У серпні 2009 року компанія Hasbro випустила фігурку Фетта, засновану на концепції білої броні Маккуоррі, а молодого та дорослого Бобу Фетта перетворили у мініфігурки Lego. Колекційна карткова гра «Зоряні війни», яку видала американська компанія Wizards of the Coast, містить кілька карт Боби Фетта. Компанія Hallmark Cards створила ялинкову прикрасу Боби Фетта. У січні 2015 року була продана нерозкрита фігурка Боби Фетта на аукціоні у Великобританії за 18 000 фунтів стерлінгів.
У середині 2021 року Lego випустила набір космічного корабля «Раб I», замінивши назву корабля на «Зоряний корабель Боби Фетта». За словами директора з дизайну Lego Star Wars «назву „Раб I“ Дісней більше не хоче використовувати». Це викликало негативну реакцію шанувальників, у тому числі Марка Остіна, який зобразив Фетта в спеціальному виданні «Нова надія». Хоча корабель не було перейменовано канонічно, Дісней, ймовірно, просто уникає термінів, пов'язаних із рабством у своїх товарах. У прес-релізі варіантів обкладинок для коміксів Marvel «Війна мисливців за головами», корабель згадується як «Firesspray», посилання на вигаданий клас корабля.